# 金河镇 (金平县)
金河镇，是中华人民共和国云南省红河哈尼族彝族自治州金平苗族瑶族傣族自治县下辖的一个乡镇级行政单位。

## 行政区划
金河镇下辖以下地区：
仙人洞社区、北门社区、喜望桥社区、金沙社区、广街村、干塘村、五家寨村、马鹿塘村、永平村、哈尼田村、枯岔河村、闸门村、大老塘村、黄家寨村、板板桥村、十里村、白马河村、平安寨村、石桩村、牛栏冲村和亚拉寨村。